# Salades de saison
Salades de saison est une série de bande dessinée humoristique de Claire Bretécher publiée entre 1971 et 1974 dans le périodique Pilote des éditions Dargaud, lesquelles en ont publié un recueil en 1973. L'album reprenait également certaines histoires publiées par Bretécher sans nom de série dans Pilote entre 1970 et 1973.
Cette série de gags le plus souvent en une planche traite de manière satirique la façon les tics des classes moyennes et supérieures urbaines de gauche françaises donneuses de leçon et pontifiantes. Bretécher en a livré une suite directe à partir de septembre 1973 à 1980 dans Le Nouvel Observateur sous le titre Les Frustrés, bande dessinée qui la rendit célèbre dans l'Europe entière.
Salades de saison a été traduit en quatre langues, généralement après la parution de la traduction des Frustrés : néerlandais (1980), anglais (1982), allemand (1983) et danois (1983).

## Publications

### DansPilote
- 2 récits courts et 16 « actualités » dans Pilote no 530 à 580 en 1970 (31 planches)[1].
- 6 « actualités », 22 gags et récits courts et 7 Salades de saison dans Pilote no 583 à 630 en 1971 (49 planches)[1].
- 6 gags dans Pilote annuel 72, 1971 (6 planches)[1].
- 23 Salades de saison et 16 gags et récits courts dans Pilote no 637 à 683 en 1972 (47 planches)[1].
- 2 récits courts dans Annuel 73, 1972 (8 planches)[1].
- 17 Salades de saison et 2 récits courts dans Pilote no 687 à 735 en 1973 (25 planches)[1].
- « Les merveilles de l’univers, dans la série découvrons la matière : le charbon », dans Pilote annuel 74 (6 planches)[1].
- 2 récits courts dans Pilote no 747 et 750 en 1974 (3 planches)[1].
- 1 Salade de saison dans Pilote mensuel no 3 en 1974 (1 planche)[1].
- 2 Salades de saison dans Pilote annuel 75, 1974 (3 planches)[1].

### Albums français
- Salades de saison, Dargaud, 1973[3].
- Salades de saison, Dargaud, coll. « 16/22 » :

1. Salades de saison (1re partie), 1978.  (ISBN 2205011898)
2. Salades de saison (2e partie), 1978.  (ISBN 2205013491)

### Traductions
- (nl) En toch doet het zeer..., Bruxelles : Dargaud Benelux et Haarlem : Oberon, 1980.  (ISBN 903200378X)
- (en) What a life, Londres : Frederick Muller, 1982.  (ISBN 0584400004)
- (de) Kopfsalat, 2 vol., Reinbek bei Hamburg : Edition Comic Art, 1983.  (ISBN 3551026025 et 3551026076) Reprise de l'édition « 16/22 ».
- (da) Mens vi venter på Café au Lait (trad. Per Vadmand), Bagsværd : Interpresse, coll. « Bretecher for voksne » no 2, 1983.  (ISBN 8745600562)
- (da) Mixet salat (trad. Per Vadmand), Bagsværd : Interpresse, coll. « Bretecher for voksne » no 3, 1983.  (ISBN 8745601488) Cet album associe histoires tirées des États d'âme de Cellulite et de Salades de saison.

## Documentation
- Yves di Manno, « Salades de saison », Schtroumpf : Les Cahiers de la bande dessinée, Glénat, no 22,‎ 1973, p. 26.